# Langstedt
Langstedt település Németországban, Schleswig-Holstein tartományban. Lakosainak száma 1027 fő (2023. december 31.).

## Népesség
A település népességének változása:
| Lakosok száma | 708  | 1038 | 1047 | 1040 | 1054 | 1027 |
|               | 1975 | 2017 | 2019 | 2021 | 2022 | 2023 |